# Pitcairnia microcalyx
Espèce
Classification phylogénétique
Pitcairnia microcalyx est une espèce de plante de la famille des Bromeliaceae, endémique du Venezuela.

## Distribution
L'espèce se rencontre dans les États de Miranda, Monagas, Sucre et Trujillo ainsi que dans le District capitale de Caracas au Venezuela.